# 청운효자동
청운효자동(淸雲孝子洞)은 서울특별시 종로구의 행정동이다. 청운동과 효자동의 이름을 따서 2008년 11월 1일 청운효자동으로 되었으며, 법정동은 세종로, 청운동, 효자동, 신교동, 궁정동, 옥인동, 통인동, 창성동, 누상동, 누하동이 있다.

## 역사

### 지명 유래
청운효자동의 ‘청운’이란 이름은 청운초등학교 뒤쪽의 청풍계(淸風溪)라는 계곡이 있는 마을의 ‘청’자와 백운동(白雲洞)이라는 마을의 ‘운’자를 따서 지었다. 청풍계와 백운동은 인왕산의 맑은 바람, 맑은 물과 함께 흰 구름으로 덮여 있는 자연환경에서 유래하였다. 조선 초에는 한성부 북부 ‘순화방’ 지역이었다. 1914년 경성부 북부 백운동·청풍동·박정동(朴井洞)·신교(新橋)의 각 일부를 합쳐 ‘청운동’(淸雲洞)이라고 하였고, 1936년 일제가 청운정으로 바꾸었다. 1943년 종로구에 편입되었고, 1946년 종래의 행정구역을 우리말로 개칭하여 다시 청운동이 되었다. ‘효자’란 이름은 선조 때 학자 조원(趙瑗)의 아들 희신과 희철 형제라는 효자가 났다고 하여 쌍효잣골 또는 한자명으로 효곡(孝谷)이라 하였는데, 그 이름을 따서 효자동이라 하였다.

### 연혁
- 1914년 4월 1일: 행정구역을 아래와 같이 개편함[2]
  - 청운동(淸雲洞) ← 백운동(白雲洞) · 청풍동(淸風洞) · 박정동일부(朴井洞一部) · 신교일부(新橋一部)
  - 신교동(新橋洞) ← 신교일부(新橋一部)
  - 궁정동(宮井洞) ← 육상궁동일부(毓祥宮洞一部) · 동곡일부(東谷一部) · 온정동일부(溫井洞一部) · 신교일부(新橋一部) · 박정동일부(朴井洞一部)
  - 효자동(孝子洞) ← 백구동일부(白狗洞一部) · 동곡일부(東谷一部) · 육상궁동일부(毓祥宮洞一部) · 장동일부(壯洞一部) · 효곡(孝谷) · 온정동일부(溫井洞一部) · 신교일부(新橋一部)
  - 창성동(昌成洞) ← 옥정동(玉井洞) · 대동일부(帶洞一部) · 간곡(間谷) · 창성동(昌成洞) · 장동일부(壯洞一部) · 백구동일부(白狗洞一部)
  - 통동(通洞) ← 통곡(通谷) · 사포동(司圃洞) · 옥동일부(玉洞一部)
  - 누상동(樓上洞) ← 누각동일부(樓閣洞一部)
  - 누하동(樓下洞) ← 오거리(五巨里) · 남척동(南隻洞) · 송목동(松木洞) · 장성동(長城洞) · 유목동(柳木洞) · 복정동(福井洞) · 누각동일부(樓閣洞一部)
  - 옥인동(玉仁洞) ← 옥동일부(玉洞一部) · 인왕동(仁王洞)
- 1936년 4월 1일: 동(洞)을 정(町)으로 변경, 통동을 통인정으로 개칭[3]
- 1943년 6월 10일: 경기도 경성부 종로구에 배속[4]
- 1946년 10월 1일: 정(町)을 동(洞)으로 변경[5]
- 1955년 4월 18일: 아래와 같이 행정동 설치[6]
  - 자하동(紫霞洞): 청운동 · 신교동 · 궁정동 · 세종로 1번지
  - 청송동(廳松洞): 효자동 · 창성동
  - 누각동(樓閣洞): 누상동 · 누하동
  - 인왕동(仁王洞): 옥인동 · 통인동
- 1970년 5월 18일: 행정동 자하동을 청운동으로, 누각동을 누상누하동으로, 인왕동을 옥인동으로 개칭하고, 청송동과 백송동을 효자동으로 합동[7]
- 1975년 10월 1일: 행정동 옥인동과 누상누하동을 누상동(누상동+누하동+옥인동)과 효자동 일부(통인동)로 개편[8]
- 1977년 9월 1일: 행정동 누상동과 효자동을 효자동(효자동+창성동+통인동+누상동+누하동+옥인동)과 사직동 일부(통의동+적선동)로 개편[9]
- 2008년 11월 1일: 행정동 청운동과 효자동을 청운효자동으로 합동[10]

## 법정동
- 청운동
- 신교동
- 궁정동
- 효자동
- 창성동
- 통인동
- 누상동
- 누하동
- 옥인동
- 세종로 1번지

## 유적
청운동
- 창의문(彰義門): 한양도성의 4소문 가운데 북서쪽 문이다. 4소문 가운데 원형을 가장 잘 유지하고 있다.
- 정철 집터: 조선 중기의 문신 송강 정철의 집터이다. 청운동 123번지에 위치하였으며, 청운초등학교 앞에 표지석이 있다.
- 김상헌 집터: 조선 중기의 문신 김상헌의 집터이다. 청운동 94-2번지에 위치하였다.
- 정선 생가 터: 조선 후기의 화가 정선의 집터로, 인왕제색도의 풍경이 여기서 그려졌다. 52세까지 거주하였다.[11] 청운동 89-11번지에 위치하였으며, 경복고등학교 안에 표지석이 있다.
- 백운장(白雲莊) 터: 조선 말기의 문신 김가진의 집터에 1915년 일본인 키타무라 세이타로(北村淸太郞)가 지은 요정으로, 개업 당시 명칭은 청향원(淸香園)이었으나 1929년에 이름을 바꾸었다.[12] 1962년 9월, 예수그리스도후기성도교회에서 이 일대를 구입하여 지금은 포교원이 들어섰다.[13]
- 운강대(雲江臺) 터: 조선 중기의 문신 조원(趙瑗)의 집터이다. 청운동 89-11번지에 위치하였으며, 경복고등학교 안에 각자가 남아있다.
- 청송당(聽松堂) 터: 조선 초기의 문신 성수침의 집터이다. 청운동 89번지에 위치하였으며, 경기상업고등학교 안에 각자가 남아있다.[14]
- 백세청풍(百世淸風)·대명일월(大明日月) 각자: 송시열이 썼다고 전해지며, 청운동 52-58번지에 위치한다. ‘대명일월’ 각자는 현재 소실되었다.
- 백운동천(白雲洞天) 각자: 김가진이 새긴 글씨로, 서울시 기념물 제40호로 지정되었다.
- 무릉폭(武陵瀑)·도화동천(桃花洞天) 각자: 청운동 1-1번지에 위치한다.[15]

신교동
- 선희궁(宣禧宮) 터: 영조의 후궁이자 사도세자의 어머니인 영빈 이씨의 신주를 모신 사묘인 선희궁이 위치하던 터로, 선희궁은 1908년에 현재의 칠궁 자리로 이전하였다. 서울시 유형문화재 제32호로 지정되었으며, 신교동 1-1번지에 위치한다.
- 후천(后泉)·감류천(甘流泉) 각자: ‘후천’ 각자는 ‘선희궁 뒤편의 샘’ 또는 ‘왕후의 샘’이라는 뜻으로 추정된다. ‘감류천’ 각자는 선희궁 뒤 산기슭에서 흘러나오던 샘물의 이름으로 보인다.[16]

궁정동·세종로
- 경복궁

조선의 정궁으로 태조 이성계가 지어 임진왜란때 불탄후 흥선대원군에 의해 복원이 되었으나
일제강점기를 거치며 240여동의 건물이 훼손되거나 경매되었다. 현재 경복궁 복원 사업을 실시하는 중이다. 세종대로에 위치한다.
- 칠궁: 조선의 후궁 7인의 신위를 모신 곳으로, 궁정동 1-1번지에 위치한다. 육상궁, 연호궁, 저경궁, 대빈궁, 선희궁, 경우궁, 덕안궁이다. 이 중 육상궁(毓祥宮)은 영조의 생모인 숙빈 최씨를 모신 곳으로, 사적 제149호로 지정되었다.
- 청와대 안가 터: 박정희 대통령이 저격당하기도 하였던 안가가 위치하던 곳이다. 1993년 김영삼 대통령에 의해 공원인 무궁화동산으로 개장하였으며, 궁정동 55-3번지에 소재한다.
- 김번 집터: 조선 중기의 문신 김번의 집터로, 궁정동 2번지에 위치하였다.
- 김수항 집터: 조선 중기의 문신 김수항의 집터로, 궁정동 2번지에 위치하였다.
- 낙송루(洛誦樓) 터: 조선 후기의 문신 김창흡이 1682년 지은 건물이 있던 터로, 현재 청와대 내부에 위치하였다.[17]
- 악록유거(岳麓幽居) 터: 조선 후기의 문신 김창흡의 집터로, 현재 청와대 내부에 위치하였다.[18]
- 양정재(養正齋) 터: 숙종의 셋째 왕비 인원왕후가 탄생한 곳으로, 현재의 청와대 영빈관 일대로 추정된다.
- 취록헌(翠麓軒) 터: 조선 중기의 시인 이병연의 집터로, 현재 청와대 내부에 위치하였다.[19]
- 백악신사(白嶽神祠) 터: 1395년에 백악산신(白岳山神)을 모신 사당을 현 북악산의 정상부에 설치하였다.
- 독락정(獨樂亭) 터: 조선 후기의 문신 김수홍이 지은 누정으로, 《장동팔경첩》에도 그려진 바 있다.[20]
- 대은암(大隱岩)
- 세심대(洗心臺)
- 악록(岳麓)·쌍계동(雙溪洞) 각자: 청와대 내부에 위치하며, 하나의 바위에 새겨져 있다. ‘악록’ 각자는 조선 중기의 문신 김창흡의 집터와 관련된 것으로 추정된다.[17]
- 명옥천(鳴玉泉) 각자: 청와대 내부에 위치한다.
- 성암(醒巖) 각자: 청와대 내부에 위치한다.
- 이쾌대 집터: 화가 이쾌대가 1939년 초 일본 유학에서 돌아와 정착한 한옥으로, 궁정동 16-3번지에 위치하였는데, 1990년대 초 도로 개설로 철거되었다.[21]

효자동
- 쌍홍문(雙紅門) 터: 효성이 지극한 조원을 기려 나라에서 정문(旌門)을 세웠던 터이다. 효자동이라는 동명의 유래가 되었다.
- 신익희 가옥: 신익희가 1954년 8월부터 1956년 5월 숨질 때까지 살았던 집으로, 효자동 164-2번지에 소재한다.[22] 서울시 기념물 제23호로 지정되었다.

창성동
- 사재감(司宰監) 터: 왕실의 어류, 육류, 소금, 땔나무, 횃불 등의 일을 맡던 기관으로, 창성동 일대에 위치하였다.
- 체신관리양성소(遞信管理養成所) 터: 일제강점기에 통신 요원을 양성하던 기관으로, 창성동 117번지에 위치하였다.
- 진명여자고등학교 터: 고종 황제의 후궁 순헌황귀비 엄씨의 재산을 기반으로 엄준원이 세운 학교로, 창성동 67번지에서 1989년 목동으로 이전하였다.

통인동
- 세종대왕 탄생지: 통인동 119번지 일대로 추정된다.
- 이상 가옥: 통인동 154번지에 위치하였으며, 1933년에 매각되어 현재는 여러 필지로 분할되었다.[23]
- 내시부(內侍府) 터: 왕실의 식사 감독, 왕명 전달, 궐문 수문(守門)과 수직(守直), 청소 등을 맡던 기관으로, 통인동 일대에 위치하였다.
- 사포서(司圃署) 터: 왕실의 채소와 밭을 관리하던 기관으로, 이후 수송동 116번지로 이전하였다.

누상동
- 백호정(白虎亭) 터: 조선 시대 한양의 다섯 활터 가운데 하나로, 지금은 각자만이 누상동 27-12번지에 남아있다. 서울시 문화재자료 제59호로 지정되었다.
- 윤동주 하숙집 터: 태평양 전쟁의 영향으로 연희전문학교 기숙사의 식사가 부실해져 윤동주는 1941년 5월 김송의 집에서 하숙을 시작하였다.[23] 누상동 9번지에 있었던 집은 2000년 전후에 헐려 현재 3층 다가구 주택이 들어서 있다.[24]

누하동
- 노천명 가옥: 누하동 225-1번지에 위치한다.
- 이상범 가옥: 등록문화재 제171호로 지정되었으며, 누하동 178·181번지에 있다.

옥인동
- 자수궁 터: 광해군이 인왕산의 왕기(王氣)를 누르기 위해 지었던 궁궐로, 옥인동 45-1번지에 위치하였다.
- 수성동 계곡: 옥류동천의 상류로, 서울시 기념물 제31호로 지정되었다.
- 육청헌(六靑軒) 터: 조선 후기의 문신 김수항의 집으로, 1683년에 지었다.[25][26] 옥인동 47-73번지 일대에 위치하였다.[27]
- 청휘각(淸暉閣) 터: 육청헌 마당에 있던 누각으로, 1686년에 지었다.[28] 청휘각을 짓고 30년 가량이 지나자 기울어져 조선 후기의 문신 김창업이 새로 지었고, 이후 김수근·김병국·김병교·김학진이 차례로 물려받았다가 민규호에게 넘어갔다.[29]
- 가재우물(稼齋-) 터: 청휘각 뒤에 있던 우물로, 조선 후기의 문신 가재 김창업이 그 물을 마셨다 하여 이러한 이름이 붙었다.[29] 옥인동 47-376번지에 소재하나, 콘크리트에 뒤덮인 상태이다.[30]
- 송석원(松石園) 터: 조선 후기의 시인 천수경이 옥인동 47번지 일대에 지은 집으로, 송석원시사(松石園詩社)가 결성되어 일대의 여러 여항시인들이 참여하였다.[31]
- 벽수산장(碧樹山莊) 터: 윤덕영이 1910년 12월에 송석원 터를 사들여 1937년 준공한 대저택이었다. 일제 강점기 중반까지만 해도 ‘송석원’이라 불렸으나, 나중에 벽수산장으로 이름이 변하였다. 1966년 4월 5일 전소되었고, 1973년 6월 철거되었다. 지금도 옥인동 47-27, 47-33번지에 대문 기둥 가운데 3개가 남아 있다.
- 박노수 가옥: 윤덕영이 지어 해방 이후 박노수가 거주하던 곳으로, 서울특별시 문화재자료 제1호로 지정되었다. 옥인동 168-2번지에 위치한다.
- 옥인동 서용택 가(玉仁洞 徐龍澤 家): 옥인동 47-133번지에 소재하는 한옥으로, 서울특별시 민속자료 제23호로 지정되었으나 해제되었다. 벽수산장의 부속 건물이었다.
- 이이엄(而已广) 터: 조선 후기의 문인 장혼(張混)의 집터로, 옥인동 일대에 위치하였다.[32]
- 인곡유거(仁谷幽居) 터: 조선 후기의 화가 정선이 52세부터 생을 마감하던 84세까지 살던 집으로, 옥인동 20번지 일대에 위치하였다.[11]
- 북학(北學) 터: 옥인동 45번지에 위치하였다.
- 이여성 집터: 옥인동 56번지에 있던 이쾌대의 형 이여성의 집터로, 1938년에 이사를 온 2층 양옥이다.[21] 1940년대 초, 이화여전 학생들이 이여성의 고증으로 재현된 삼국의 옷을 입고 패션쇼를 한 곳이 이곳 2층 베란다였다.[33]
- 옥류동(玉流洞) 각자: 우암 송시열의 글씨로 전해지는 각자로, 1950년대에 난개발을 거치며 사라졌다가 2019년에 다시 발견되었다.[34] 옥인동 47-360번지(필운대로9가길 44-5)에 있다.

## 주요 기관
- 청와대
- 대통령경호실
- 국가안전보장회의
- 브루나이 대사관
- 교황청 대사관저

## 교육
- 청운초등학교
- 청운중학교
- 경복고등학교
- 경기상업고등학교

## 교통
- ● 수도권 전철 3호선(서울 지하철 3호선) 경복궁역

## 참고 문헌
- 김창희; 최종현 (2013). 《오래된 서울》. 서울: 동하. ISBN 9788996787228.
- 서울역사박물관;  외. (2010a). 《서촌 1: 역사·경관·도시조직의 변화》. 서울: 서울역사박물관. ISBN 9788991553132.
- 서울역사박물관;  외. (2010b). 《서촌 2: 사람들의 삶과 일상》. 서울: 서울역사박물관. ISBN 9788991553149.